# Wii MotionPlus
Wii MotionPlus (рус. Уи-моушен плас) — устройство, расширение для контроллера Wii Remote, что позволяет точнее захватывать приставке сложные движения в 3D пространстве.
В контроллере использованы два дополняющих друг друга пространственных сенсора: акселерометр и гироскоп, для того, чтобы действия отрисовывались на экране телевизора в режиме реального времени. Также Nintendo выпустила Wii Remote Plus. Он легче, совместим со всеми играми, но дороже.

## История
Wii MotionPlus был объявлен Nintendo в пресс-релизе 14 июля 2008,и был показан на следующий день, на пресс-конференции E3 Media-бизнес встречи на высшем уровне. Он был выпущен в июне 2009 года. 3 Мая 2010 года Nintendo объявил о том, что начиная с 9 мая 2010 г., компания будет включать игру Wii Sports Resort и MotionPlus контроллер вместе с новой консолью без увеличения цены.

## Технологии и возможности
Устройство включает в себя гироскоп Камертона, с помощью него можно легко определить вращательные движения. Это позволяет захватывать более сложные движения, чем возможно с Wii Remote.
Wii MotionPlus имеет внешний разъём расширения, позволяющий использовать другие контроллеры, такие как Wii Nunchuk или классический контроллер одновременно с устройством. Устройство имеет цветной слайдер для отсоединения от Wii Remote. При присоединении к Wii Remote, длина контроллера увеличивается приблизительно на 2-4 см. К каждому Wii MotionPlus прилагается удлинённый защитный чехол, вмещающий дополнительную длину.
Устройство используется только в играх, которые были специально разработаны для Wii MotionPlus. Устройство можно оставлять присоединённым к Wii Remote, когда вы играете в несовместимую с Wii MotionPlus игру. Он не будет вызывать проблем. Однако, устройство необходимо отсоединить при использовании Wii Remote с такими аксессуарами, как Wii Wheel, Wii Guitar и Wii Zapper.

## Развитие

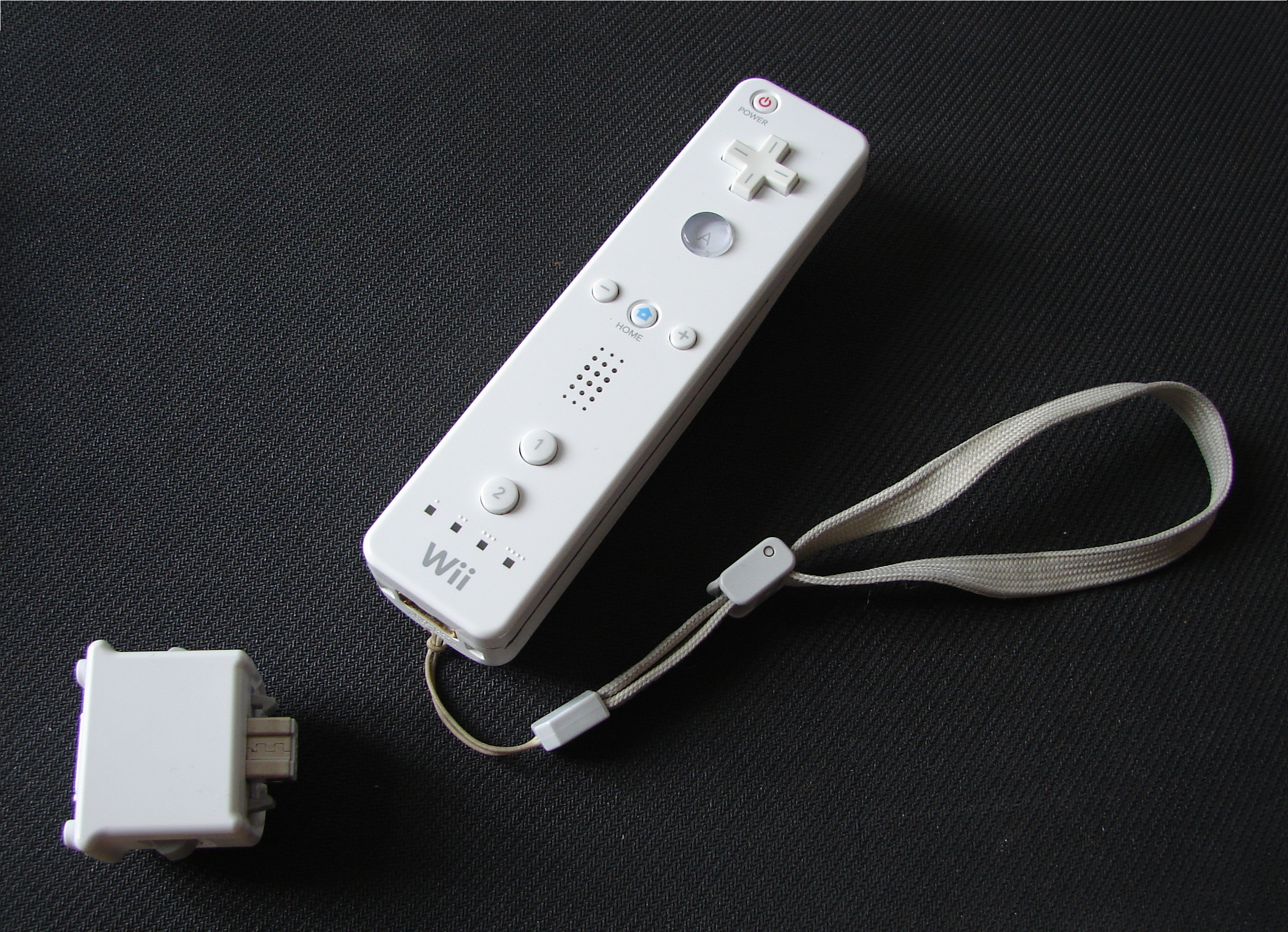
Wii MotionPlus и Wii Remote

Wii MotionPlus был разработан Nintendo в сотрудничестве с компанией AiLive. Используемый датчик является разработкой компании InvenSense НРГ-600, но был разработан в соответствии со спецификацией Nintendo; высокий динамический диапазон, высокие механические технологии, он терпит высокую температуру, у него сопротивление влажности и достаточно небольшой размер.
Wii MotionPlus была задумана вскоре после завершения первоначального дизайна Wii Remote, на адрес разработчика пошли письма о потребности в более способными воспринимать движения, но было объявлено только после того, как датчики могли быть приобретены в достаточном объёме по разумной цене. В ходе обсуждения за круглым столом разработчика на E3 2008 Wii Sports Resort с продюсером Кацуей Эгути обсудили потенциальное влияние Wii MotionPlus на существующий рынок Wii, заявив что Nintendo смотрел на MotionPlus потенциально будет ли встроен контроллер Wii в будущем, или сохранить «как вложение».
В ноябре 2009 года чёрный Wii MotionPlus был выпущен одновременно с выпуском чёрной консоли Wii.